# Gustav Santo
Gustav Moritz Santo (* 2. Juni 1802 in Schlichtingsheim; † 1. Julijul. / 13. Juli 1856greg. in Dorpat) war ein deutsch-baltischer lutherischer Pastor, Lehrer und Autor.

## Leben
Gustav Santo studierte an der Universität Breslau. Bevor er 1837 nach Livland kam, war er Schullehrer und Pfarrer in Deutschland. Seine nächste berufliche Station war die eines Heimlehrers in Riga. Von 1839 bis 1846 war er Lehrer und Inspektor an der Kreisschule in Arensburg und von 1846 bis 1856 Dozent für Geschichte am Gouvernementsgymnasium in Dorpat. Von 1853 bis 1856 war er Präsident der Gelehrten Estnischen Gesellschaft.

## Werke
- Die Entwickelung des Arensburg’schen Schulwesen in den letzten 40 Jahren, Dorpat 1844
- Vorschläge zu einer übereinstimmenden, einfachen und leicht übersichtlichen Bezeichnung der deutschen Deklinationen und Conjugationen, Dorpat 1847
- Guilielmus Buccius und Ambrosius Weltherus, zwei der ältesten estnischen Schriftsteller, Dorpat 1848
- Angündigung der baldigen Erscheinung des Kallewi-poeg, eines estnischen Nationalepos, nebst einigen Bemerkungen über die estnische Volkspoesie, Dorpat 1854